# Haley Giavara
Haley Giavara (* 16. Oktober 2000) ist eine US-amerikanische Tennisspielerin.

## Karriere
Giavara spielt bislang hauptsächlich Turniere der ITF Women’s World Tennis Tour, wo sie bislang einen Titel im Einzel und zwölf im Doppel erringen konnte.

### College Tennis
Von 2019 bis 2023 spielte Giavara für die Damentenismannschaft der California Golden Bears (Cals) der University of California.

## Turniersiege

### Einzel
| Nr. | Datum        | Turnier | Kategorie | Belag     | Finalgegnerin | Ergebnis |
| --- | ------------ | ------- | --------- | --------- | ------------- | -------- |
| 1.  | 2. Juli 2023 | Irvine  | ITF W15   | Hartplatz | Lu Jiajing    | 6:1, 6:3 |

### Doppel
| Nr. | Datum             | Turnier              | Kategorie | Belag     | Partnerin          | Finalgegnerin                            | Ergebnis         |
| --- | ----------------- | -------------------- | --------- | --------- | ------------------ | ---------------------------------------- | ---------------- |
| 1.  | 1. Juli 2023      | Irvine               | ITF W15   | Hartplatz | Katherine Hui      | Eryn Cayetano Isabella Chhiv             | 6:2, 6:4         |
| 2.  | 25. November 2023 | Guadalajara          | ITF W40   | Sand      | Layne Sleeth       | Weronika Miroschnitschenko Fanny Östlund | 6:4, 6:3         |
| 3.  | 27. Januar 2024   | Le Gosier            | ITF W35   | Hartplatz | Jaeda Daniel       | Émeline Dartron Emma Léné                | 6:2, 7:60        |
| 4.  | 18. Mai 2024      | Anning               | ITF W50   | Sand      | Li Yu-yun          | Feng Shuo Park So-hyun                   | 6:3, 6:1         |
| 5.  | 1. Juni 2024      | San Diego            | ITF W15   | Hartplatz | Kelly Keller       | Dasha Ivanova Lisa Zaar                  | 2:6, 6:2, [10:5] |
| 6.  | 23. August 2024   | Verbier              | ITF W35   | Sand      | Diāna Marcinkēviča | Inès Ibbou Naïma Karamoko                | 2:6, 6:3, [10:7] |
| 7.  | 16. November 2024 | Chihuahua            | ITF W50   | Hartplatz | Dalayna Hewitt     | Laura Samson Ana Sofía Sánchez           | 6:1, 6:3         |
| 8.  | 30. November 2024 | Santo Domingo        | ITF W35   | Hartplatz | Hiroko Kuwata      | Kolie Allen Yuliana Monroy               | 5:7, 6:4, [10:6] |
| 9.  | 10. Mai 2025      | Indian Harbour Beach | ITF W50   | Sand      | Alexandra Osborne  | Tara Moore Abigail Rencheli              | 6:3, 3:6, [10:7] |
| 10. | 31. Mai 2025      | San Diego            | ITF W15   | Hartplatz | Anita Sahdijewa    | Lily Fairclough Lily Taylor              | 6:1, 6:3         |
| 11. | 28. Juni 2025     | Lakewood             | ITF W15   | Hartplatz | Eryn Cayetano      | Jordyn McBride Kristina Nordikyan        | 6:0, 6:1         |
| 12. | 26. Juli 2025     | Florence             | ITF W35   | Hartplatz | Hiroko Kuwata      | Sofia Cabezas Kylie Collins              | 6:0, 6:4         |